# Institut za evropske poslove
Institut za evropske poslove (Institut/IEP/IEA) je nevladina, neprofitna organizacija civilnog društva sa sedištem u Beogradu, Srbija. Osnovan je kao Omladinski odbor za obrazovanje 23. aprila 2010. godine kao reakcija mladih ljudi na formalni sistem obrazovanja. 
U fokusu rada Instituta je praćenje pregovora Srbije sa EU i jačanje kapaciteta svih uključenih u procesu evroatlantskih integracija. Imajući u vidu složenost i dugotrajnost ovih procesa, Institut okuplja veliki broj stručnih saradnika sa kojima organizuje treninge, debate i druga usavršavanja kao doprinos boljem razumevanju integracija. 
Projektne aktivnosti Institut sprovodi u okviru četiri programa: ljudska i manjinska prava, javne odgovornosti, regionalno pomirenje i saradnja i borba protiv nasilnog ekstremizma. 

## Istorijat
Omladisnki odbor za obrazovanje je formiran 2010. kao reakcija polaznika Škole ljudskih prava Helsinškog odbora za ljudska prava u Srbiji, na formalni sistem obrazovanja koji vrvi od nacionalnog narativa i na taj način sprečava pomirenje i onemogućava kritičko razmišljanje. Osnivači su Jelisaveta Belić, Ivan Grahek, Petar Čekerevac, Milan Škobić, Aleksandrar Zlatić i Naim Leo Beširi koji je i izvršni direktor od 2010.
Prvobitni projekti bavili su se regionalnim pomirenjem i pristupu javnim institucijama mladih koji pripadaju manjinskim zajednicama u Srbiji. 
U poslednjih dvanaest godina, Institut je imao 22 zaposlenih i preko 200 konsultanata angažovanih po različitim osnovama, a na projektima je direktno ili indirektno učestvovalo više od 10.000 učenika osnovnih i srednjih škola, studenata, mladih profesionalaca, nastavnika, pravnika, tužioca i policajaca, najviše iz Srbije i Kosova, a onda iz Albanije, Bosne i Hercegovine, Hrvatske, Crne Gore, Makedonije, Francuske, Nemačke, Poljske i Švajcarske. 
Godine 2015. posle dugog strateškog planiranja Omladinski odbor za obrazovanje menja ime u Institut za evropske poslove i širi polje delovanja sa jednog na četiri programa. Istovremeno, promenom medijske strategije Institut istupa javno sa stavovima, svojim radom, saopštenjima za javnost kao i analizama, publikacijama i rezultatima istraživanja javnog mnjenja na šest ključnih političkih pitanja, odnos građana Srbije prema: Evrospkoj uniji, NATO, SAD, Rusiji, Kosovu i Kini.
U odnosu na svoju veličinu i godišnji budžet, Institut je jedna od najcitiranijih organizacija civilnog društva u medijima i naučnim tekstovima. 
Zbog svog delanja na pomirenju između Srba i Albanaca, Bošnjaka i Hrvata, ali i jasnih stavova prema ratovima devedesetih, NATO bombardovanju i odnosu prema Rusiji, Institut i direktor su često na meti ultra desničarskih organizacija, ali i napada od strane pojedinih medija i političara, ali i političke sabotaže u radu.

## Uprava
Od osnivanja izvršni direktor Instituta je Naim Leo Beširi, diplomirani politikolog. Skupština Instituta izabrala ga je na mandat od pet godina, treći put zaredom 2020. godine u Beogradu. Pre Instituta, Naim Leo Beširi je radio u Agenciji za borbu protiv korupcije, Centru za evroatlantske studije, Misiji OEBS-a u Srbiji, marketinškoj firmi Kreativa New Formula, a započeo je karijeru u Helsinškom odboru za ljudska prava u Srbiji.
.

## Istraživanja javnog mnjenja[6]
| Stavovi građana Srbije prema Evropskoj uniji Kako biste glasali ukoliko bi sutra bio referendum o članstvu Srbije u EU? (%) |       |       |       |       |       |       |       |
| | 2016. | 2017. | 2018. | 2019. | 2020. | 2021. | 2022. |
| Za |       | 48,0  | 49,5  | 48,0  | 46,2  | 48,9  | 41,1  |
| Protiv |       | 30,0  | 27,2  | 35,0  | 33,4  | 28,4  | 38,6  |
| Ne bih glasao/la |       | 14,0  | 11,3  | 9,0   | 12,4  | 11,2  | 7,3   |
| Ne znam |       | 8,0   | 12,0  | 8,0   | 8,1   | 11,5  | 13,1  |

| Stavovi građana Srbije prema NATO Da li podržavate članstvo Srbije u NATO?“                            |       |       |       |       |       |       |       |
| | 2016. | 2017. | 2018. | 2019. | 2020. | 2021. | 2022. |
| Da | 12,0  | 11,0  | 10,0  | 10,0  | 11,0  | 10,0  | 9,7   |
| Ne | 82,0  | 84,0  | 84,0  | 79,0  | 77,0  | 79,0  | 81,9  |
| Ne znam                                                                                                | 6,0   | 5,0   | 6,0   | 11,0  | 12,0  | 11,0  | 8,4   |
| |       |       |       |       |       |       |       |
| Stavovi građana Srbije prema SAD Da li verujete da će odnosi Srbije i SAD u budućnosti biti bolji? (%) |       |       |       |       |       |       |       |
| | 2016. | 2017. | 2018. | 2019. | 2020. | 2021. | 2022. |
| Da |       |       | 40,0  | 43,0  | 48,5  | 41,1  |       |
| Ne |       |       | 48,0  | 47,0  | 33,4  | 39,1  |       |
| Ne znam                                                                                                |       |       | 12,0  | 10,0  | 18,1  | 19,8  |       |

| Stavovi građana Srbije prema Rusiji Da li ste bili u Rusiji? (%) |       |       |       |       |       |       |       |
|                                                                  | 2016. | 2017. | 2018. | 2019. | 2020. | 2021. | 2022. |
| Da                                                               | 8,0   | 8,0   |       | 10,0  | 10,9  | 12,6  | 14,5  |
| Ne                                                               | 92,0  | 92,0  |       | 90,0  | 89,1  | 87,4  | 85,5  |

| Stavovi građana Srbije prema Kosovu Da li smatrate da će ova Vlada priznati nezavisnost Kosova? (%) |       |       |       |       |       |       |       |
| | 2016. | 2017. | 2018. | 2019. | 2020. | 2021. | 2022. |
| Da                                                                                                  | 14,0  |       | 11,0  | 13,0  | 13,1  | 13,2  |       |
| Ne                                                                                                  | 80,0  |       | 81,0  | 78,0  | 76,9  | 75,3  |       |
| Ne znam                                                                                             | 6,0   |       | 8,0   | 9,0   | 10,0  | 11,6  |       |

| Stavovi građana Srbije prema Kini Kakav je vaš odnos prema komunističkom uređenju Kine? (%) |       |       |       |       |       |       |       |
|                                                                                             | 2016. | 2017. | 2018. | 2019. | 2020. | 2021. | 2022. |
| Pozitivan                                                                                   |       |       |       |       |       | 47,0  |       |
| Negativan                                                                                   |       |       |       |       |       | 17,0  |       |
| Ne znam                                                                                     |       |       |       |       |       | 36,0  |       |

## Finansiranje
Od osnivanja Institut se finansira iz više izvora, iz donacija domaćih i međunarodnih vladinih organizacija, međunarodnih organizacija, privatnih fondacija i kompanija, članarine, donacija građana i iz zakonom definisane profitabilne delatnosti u organizovanju obrazovnih programa. 
Neki od donarora su: Vlade Srbije, Norveške, Švedske, Holandije, UK, SAD, privatne fondacije RBF, međunarodnih organizacija EU, NATO, BTD, CRD, GIZ, USAID, OSCE, UNDP i RYCO.

## Članstvo u drugim organizacijama
Institut je član Nacionalnog konventa o Evropskoj unij u radnim grupama zaduženim za pregovaračka poglavlja 25, 26, 30, 31 i 35. Član je i NAPOR-a i KOMS-a. 
Samostalno i sa drugim organizacijama doprinosi godišnjem izveštavanju o stanju ljudskih prava, demokratije, građanskih sloboda i javnih odgovornosti koje objavljuju Evropska komisija, Ministarstvo spoljnih poslova SAD i UK.

## Spoljašnje veze
- Zvanični veb-sajt
- Institut za evropske poslove na sajtu
- Institut za evropske poslove na sajtu
- Institut za evropske poslove na sajtu
- Škrip